# Hydrocynus tanzaniae
Hydrocynus tanzaniae és una espècie de peix de la família dels alèstids i de l'ordre dels caraciformes.

## Morfologia
- Les femelles poden assolir 24,7 cm de longitud total.[1]

## Hàbitat
És un peix d'aigua dolça i de clima tropical.

## Distribució geogràfica
Es troba a Àfrica: Tanzània.